# Dschötschi

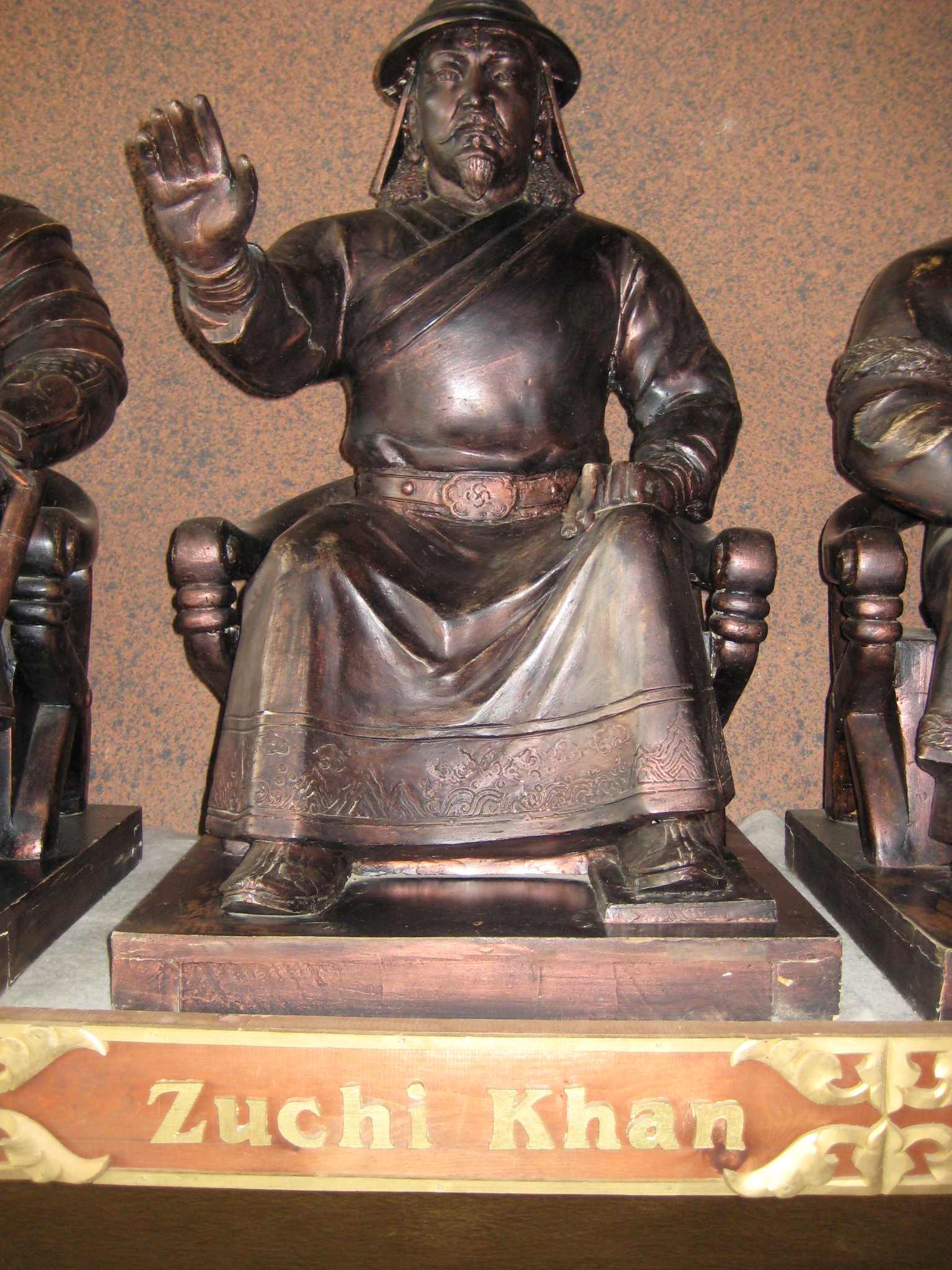
Statue Dschötschi Chans im Mongolenpalast von Gachuurt

Dschötschi Chan (mongolisch ᠵᠥᠴᠢ / Зүчи, Dsütschi, * 1183; † 1227) war ein mongolischer Prinz aus dem Geschlecht der Dschingisiden. Er war der älteste Sohn Dschingis Khans und dessen Hauptfrau Börte. Dschötschi war Stammvater der Khane der späteren Goldenen Horde sowie der ersten Fürsten der Usbeken und Kasachen. Er war der Bruder Tschagatais, Ögedeis und Toluis. Dschötschi darf nicht mit Dschötschi Qasar bzw. mit Qasar oder Khasar verwechselt werden, da dieser ein Bruder Dschingis Khans und somit ein Onkel Dschötschis war.

## Namensvarianten
Dschötschi (englisch: Jochi) ist im Deutschen auch unter den Namen Dschudschin, Dschotschi, Tschötschin und Tschutschin bekannt. Diese lassen sich aus dem Arabischen bzw. dem Persischen ableiten. In der mongolischen Sprache wird Dschötschi heute Зүчи хаан Dsütschi, im Persischen جوجی Dschudschi, DMG Ǧūǧī und im Türkischen als Coci Han bezeichnet. Die Krimtataren kennen diesen Fürsten als Cuçi xan und die Kasachen als Жошы хан.

## Leben

### Herkunft
Die Herkunft Dschötschis ist umstritten. Der Name Dschötschi bedeutet „der Fremde“. Dschingis Khans Hauptfrau Börte wurde von den mit Dschingis Khan verfeindeten Merkiten gefangen genommen und eine Zeit lang als Geisel gehalten. Dschötschi wurde kurz nach deren Befreiung geboren, und so ist es nicht auszuschließen, dass nicht Dschingis Khan, sondern ein Merkit der leibliche Vater Dschötschis war. Dschingis Khan erkannte aber – ganz im Gegensatz zu seinen späteren Söhnen – Dschötschi rechtmäßig als seinen Erstgeborenen an, während der jüngere Tschagatai Dschötschi mehrmals öffentlich als „Merkit-Bastard“ beschimpfte.

## Regentschaft
Im Jahr des Hasen (1207) erhielt Dschötschi von seinem Vater Dschingis Khan den Auftrag, die „nördlichen Waldländer“ sowie die „West-Chanate“ zu unterwerfen. Viele Völkerschaften wie die Uiguren unterstellten sich freiwillig der mongolischen Oberherrschaft, andere wie die Kirgisen, die am mittleren Irtysch ein Machtzentrum besaßen, mussten blutig unterworfen werden. 1209 kehrte Dschötschi als erfolgreicher Feldherr zu seinem Vater zurück. In der Folge nahmen er und seine Brüder an den verschiedenen Feldzügen ihres Vaters teil. So auch 1218/21, als Dschingis Khan gegen das Reich des Choresm-Schah vorging. Dschötschi brachte seinen Bruder Tschagatai bei seinem Vater in Verruf. 1221 kam es zwischen beiden zum offenen Streit: Bei der Belagerung der Stadt Urgentsch beim heutigen Chiwa beschimpfte Tschagatai seinen älteren Bruder öffentlich wieder als „Bastard“ und Dschötschi vernachlässigte daraufhin seine ihm im Wolgaraum zugeteilten Aufgaben.

### Streit um die Nachfolge
Bereits 1218 wurde auf Betreiben Börtes die Nachfolgefrage auf einer Fürstenversammlung geklärt. So beanspruchten sowohl Dschötschi als auch Tschagatai die Khanswürde. Schlussendlich einigten beide sich auf ihren Bruder Ögedei, den Lieblingssohn Dschingis Khans und mittleren der Brüder, als Nachfolger. Der jüngste Bruder, Tolui, wurde als „Bewahrer der Stammlande“ seinem Bruder Ögedei als Ratgeber zur Seite gestellt.
Nach dem Nachfolgestreit konkurrierten später die Chanate Dschötschis und Tschagatais um große Gebiete in Zentralasien. So beanspruchte Tschagatai Gebiete, die in den von Dschötschi eroberten Westgebieten lagen. So wurde schließlich beschlossen, diese umstrittenen Gebiete gemeinschaftlich zu verwalten und es wurde aus jeder Familie ein Statthalter entsandt. Doch damit wies das mongolische Reich Dschingis Khans die ersten Risse auf, die noch bis 1240 andauern sollten. Im Osten des Reiches Tschagatais lag das Stammgebiet der Ögedeiiden, die ihrerseits Ansprüche auf den „Ulus Tschagatai“ erhoben. Im Jahr 1303 wurde dieses Chanat zwischen dem „Ulus Dschötschi“ und dem „Ulus Tschagatai“ aufgeteilt.

### Gründung des „Ulus Dschötschi“
Nach der Niederwerfung des Choresm-Schah-Reiches (1221) und weiteren Feldzügen wie beispielsweise der Schlacht an der Kalka (1223) kehrte Dschötschi 1224 nicht mit seinem Vater in die mongolische Stammheimat zurück. Er verblieb stattdessen im ihm verliehenen „Chanat der Westländer“ (Westsibirien) zurück und ließ sich wahrscheinlich am Irtysch nieder. Nach dessen Tod erwähnte der päpstliche Gesandte Johannes de Plano Carpini in dieser Region dessen Lager (in dem aber nur Dschötschis Frauen wohnten) und man vermutete dort auch lange Zeit dessen Grab.
1226 verweigerte Dschötschi seinem Vater bei einem Feldzug gegen das Tangutenreich die Gefolgschaft, indem er eine Krankheit vorschob. Stattdessen regierte Dschötschi das ihm unterstehende Chanat autonom und war damit der Wegbereiter der späteren Goldenen Horde.

### Tod

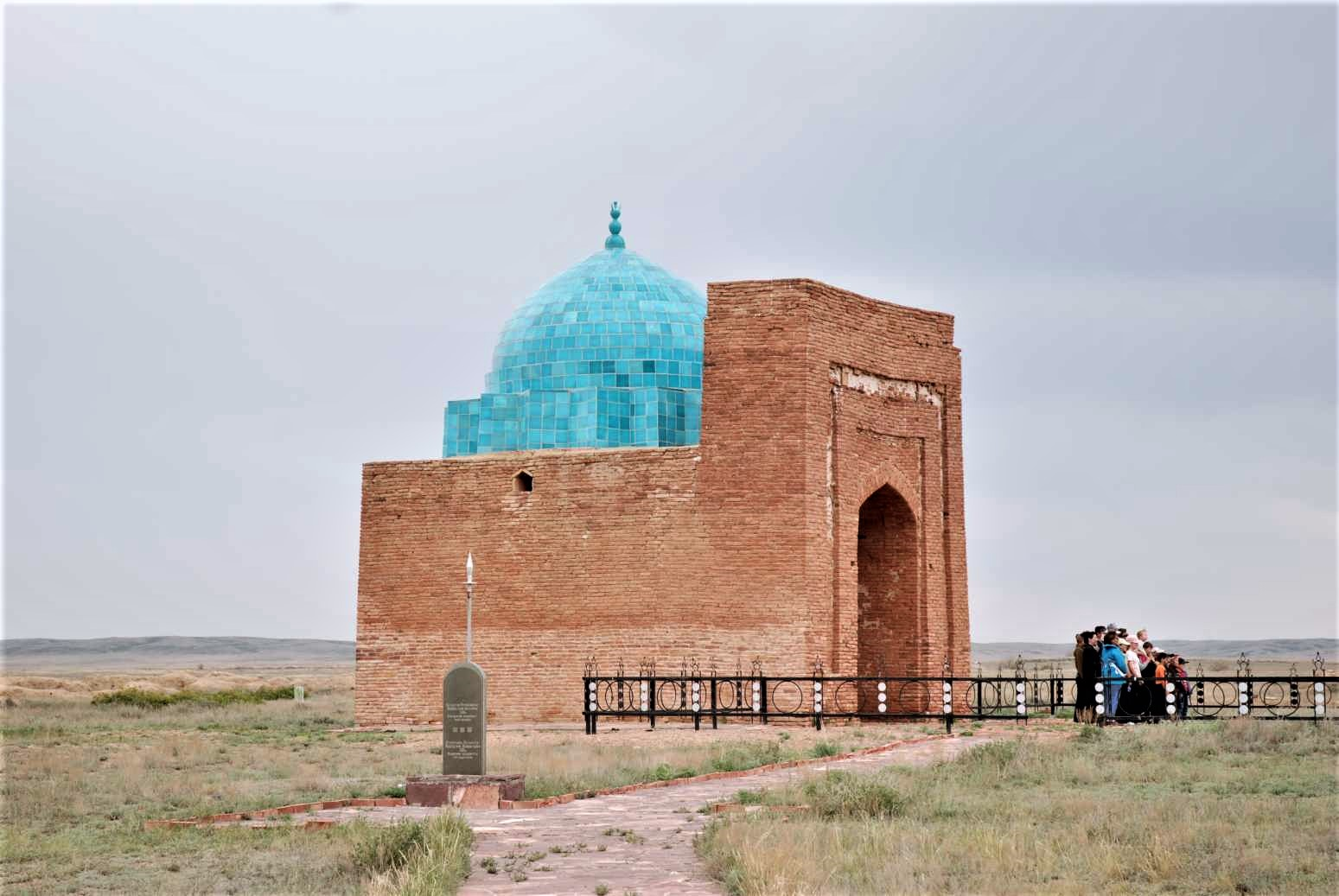
Mausoleum des Dschötschi Qaraghandy, Kasachstan.

Bis heute ist es ungeklärt, wie Dschötschi im Februar 1227 zu Tode kam (sein Vater starb im August 1227). Aufgrund seiner Weigerung, sich am Tangutenfeldzug zu beteiligen, plante Dschingis Khan nun einen Feldzug gegen seinen ältesten Sohn. So gibt es heute mindestens drei Varianten seines Todes:
1. Der Legende nach starb Dschötschi während eines Jagdausfluges auf Kulanen,
2. er wurde auf Befehl seines Vaters durch einen Giftanschlag ermordet und
3. er starb auf dem Weg zur Versöhnung mit dem Vater unterwegs durch Krankheit.

Lange Zeit wusste man nicht, wo sich das Grab des Mongolenfürsten befand. Doch heute ist bekannt, dass sich sein Mausoleum 50 km nördlich der Stadt Schesqasghan befindet.

## Männliche Nachfahren Dschötschis
- Orda Khan
- Batu Khan
- Berke Khan
- Berkejar
- Schibani Khan
- Tuqa Timur